# 夢來鳥合歡
夢來鳥合歡（日语：夢来鳥 ねむ，1969年6月28日—），是日本漫畫家、插畫家。宮城縣仙台市出身。

## 作品
- 通靈小鬼戰亂版、又名《怪物戰爭》、全4冊、原名
- 劇團 怪奇事件簿、全1冊
- 緋翔傳說、全6冊、原名
- 奇圓魔法陣、全3冊、原名、原作：有里紅良
- 靈幻獵人、全13冊、原名、原作協力：有里紅良

## 外部連結
- （日語） http://www.lamoonbatake.net （页面存档备份，存于）